# Roberto José Lettieri
Roberto José Lettieri (São Paulo, 22 de agosto de 1962) é um ex-sacerdote brasileiro.
Foi membro da Escola de Samba Gaviões da Fiel.
Converteu-se em 1983 durante um encontro de jovens. Respondendo a um forte chamado de Jesus Sacramentado, doou-se inteiramente à Igreja, ingressando no seminário.[carece de fontes?]
Em maio de 1994, Roberto, ainda seminarista, com mais três jovens, que desejavam viver de forma radical o carisma franciscano, fundou a Fraternidade de Aliança Toca de Assis, obra que se inspira nos ideais de pobreza, obediência, castidade e gratuidade de São Francisco de Assis, e que presta atendimento aos moradores de rua.[carece de fontes?]
Roberto foi ordenado sacerdote em 8 de dezembro de 1996.
Após um longo processo pela Congregação para Doutrina da Fé, em 3 de fevereiro de 2017, o Colégio de Juízes chegou ao veredito impondo a Roberto a pena de demissão do estado clerical, ficando o mesmo impedido de apresentar-se ou agir como sacerdote em qualquer diocese ou diante de algum fiel. Contudo, continua com a obrigação do celibato sacerdotal, do qual somente o Papa pode dispensá-lo.
Em 2019, Roberto perdeu o estado clerical.. Ele se apresenta nas redes sociais como "Irmão Roberto", e mantém seu trabalho nas ruas.